# Liste des communes du Gers
Pour les autres listes de communes françaises, voir Listes des communes de France.
| - Le Gers en France métropolitaine. - Carte des communes du Gers. |

Cette page liste les 458 communes du département français du Gers au 1er janvier 2025.

## Historique
Au 1er janvier 2025, le nombre de communes du département passe de 461 à 458 à la suite de la création de la nouvelle commune de Cap d'Astarac qui regroupe les communes de Saint-Blancard, Sarcos, Monbardon et Cabas-Loumassès.

## Liste des communes
Le tableau suivant donne la liste des communes au 1er janvier 2025, en précisant leur code Insee, leur code postal principal, leur arrondissement, leur canton, leur intercommunalité, leur superficie, leur population et leur densité, d'après les chiffres de l'Insee issus du recensement 2022,.
| Nom                         | Code Insee | Code postal | Arrondissement | Canton                | Intercommunalité               | Superficie (km2) | Population (dernière pop. légale) | Densité (hab./km2) | Modifier                                    |
| --------------------------- | ---------- | ----------- | -------------- | --------------------- | ------------------------------ | ---------------- | --------------------------------- | ------------------ | ------------------------------------------- |
| Auch (préfecture)           | 32013      | 32000       | Auch           | Auch-1 Auch-2 Auch-3  | CA Grand Auch Cœur de Gascogne | 72,48            | 22 825 (2022)                     | 315                | modifier les données · modifier les données |
| Aignan                      | 32001      | 32290       | Mirande        | Adour-Gersoise        | CC Armagnac Adour              | 32,16            | 722 (2022)                        | 22                 | modifier les données · modifier les données |
| Ansan                       | 32002      | 32270       | Auch           | Auch-2                | CC des Coteaux Arrats Gimone   | 7,76             | 74 (2022)                         | 9,5                | modifier les données · modifier les données |
| Antras                      | 32003      | 32360       | Auch           | Gascogne-Auscitaine   | CA Grand Auch Cœur de Gascogne | 6,59             | 41 (2022)                         | 6,2                | modifier les données · modifier les données |
| Arblade-le-Bas              | 32004      | 32720       | Mirande        | Adour-Gersoise        | CC d'Aire-sur-l'Adour          | 7,67             | 131 (2022)                        | 17                 | modifier les données · modifier les données |
| Arblade-le-Haut             | 32005      | 32110       | Condom         | Grand-Bas-Armagnac    | CC du Bas-Armagnac             | 12,20            | 319 (2022)                        | 26                 | modifier les données · modifier les données |
| Ardizas                     | 32007      | 32430       | Condom         | Gimone-Arrats         | CC Bastides de Lomagne         | 8,52             | 219 (2022)                        | 26                 | modifier les données · modifier les données |
| Armentieux                  | 32008      | 32230       | Mirande        | Pardiac-Rivière-Basse | CC Bastides et Vallons du Gers | 4,83             | 71 (2022)                         | 15                 | modifier les données · modifier les données |
| Armous-et-Cau               | 32009      | 32230       | Mirande        | Pardiac-Rivière-Basse | CC Cœur d'Astarac en Gascogne  | 9,33             | 95 (2022)                         | 10                 | modifier les données · modifier les données |
| Arrouède                    | 32010      | 32140       | Mirande        | Astarac-Gimone        | CC du Val de Gers              | 6,33             | 86 (2022)                         | 14                 | modifier les données · modifier les données |
| Aubiet                      | 32012      | 32270       | Auch           | Auch-2                | CC des Coteaux Arrats Gimone   | 38,96            | 1 127 (2022)                      | 29                 | modifier les données · modifier les données |
| Augnax                      | 32014      | 32120       | Auch           | Gascogne-Auscitaine   | CA Grand Auch Cœur de Gascogne | 4,00             | 126 (2022)                        | 32                 | modifier les données · modifier les données |
| Aujan-Mournède              | 32015      | 32300       | Mirande        | Astarac-Gimone        | CC du Val de Gers              | 8,46             | 90 (2022)                         | 11                 | modifier les données · modifier les données |
| Auradé                      | 32016      | 32600       | Auch           | L'Isle-Jourdain       | CC de la Gascogne Toulousaine  | 21,32            | 676 (2022)                        | 32                 | modifier les données · modifier les données |
| Aurensan                    | 32017      | 32400       | Mirande        | Adour-Gersoise        | CC d'Aire-sur-l'Adour          | 6,33             | 132 (2022)                        | 21                 | modifier les données · modifier les données |
| Aurimont                    | 32018      | 32450       | Auch           | Astarac-Gimone        | CC des Coteaux Arrats Gimone   | 8,07             | 215 (2022)                        | 27                 | modifier les données · modifier les données |
| Aussos                      | 32468      | 32140       | Mirande        | Astarac-Gimone        | CC du Val de Gers              | 7,86             | 64 (2022)                         | 8,1                | modifier les données · modifier les données |
| Auterive                    | 32019      | 32550       | Auch           | Auch-3                | CA Grand Auch Cœur de Gascogne | 10,79            | 530 (2022)                        | 49                 | modifier les données · modifier les données |
| Aux-Aussat                  | 32020      | 32170       | Mirande        | Mirande-Astarac       | CC Astarac Arros en Gascogne   | 12,61            | 272 (2022)                        | 22                 | modifier les données · modifier les données |
| Avensac                     | 32021      | 32120       | Condom         | Gimone-Arrats         | CC Bastides de Lomagne         | 4,80             | 73 (2022)                         | 15                 | modifier les données · modifier les données |
| Avéron-Bergelle             | 32022      | 32290       | Mirande        | Adour-Gersoise        | CC Armagnac Adour              | 14,70            | 182 (2022)                        | 12                 | modifier les données · modifier les données |
| Avezan                      | 32023      | 32380       | Condom         | Fleurance-Lomagne     | CC Bastides de Lomagne         | 5,66             | 87 (2022)                         | 15                 | modifier les données · modifier les données |
| Ayguetinte                  | 32024      | 32410       | Auch           | Baïse-Armagnac        | CA Grand Auch Cœur de Gascogne | 6,31             | 157 (2022)                        | 25                 | modifier les données · modifier les données |
| Ayzieu                      | 32025      | 32800       | Condom         | Grand-Bas-Armagnac    | CC du Grand Armagnac           | 13,84            | 159 (2022)                        | 11                 | modifier les données · modifier les données |
| Bajonnette                  | 32026      | 32120       | Condom         | Gimone-Arrats         | CC Bastides de Lomagne         | 7,48             | 108 (2022)                        | 14                 | modifier les données · modifier les données |
| Barcelonne-du-Gers          | 32027      | 32720       | Mirande        | Adour-Gersoise        | CC d'Aire-sur-l'Adour          | 20,29            | 1 378 (2022)                      | 68                 | modifier les données · modifier les données |
| Barcugnan                   | 32028      | 32170       | Mirande        | Mirande-Astarac       | CC Astarac Arros en Gascogne   | 9,11             | 104 (2022)                        | 11                 | modifier les données · modifier les données |
| Barran                      | 32029      | 32350       | Mirande        | Auch-1                | CC du Val de Gers              | 52,82            | 673 (2022)                        | 13                 | modifier les données · modifier les données |
| Bars                        | 32030      | 32300       | Mirande        | Pardiac-Rivière-Basse | CC Cœur d'Astarac en Gascogne  | 10,61            | 124 (2022)                        | 12                 | modifier les données · modifier les données |
| Bascous                     | 32031      | 32190       | Condom         | Fezensac              | CC du Grand Armagnac           | 10,22            | 171 (2022)                        | 17                 | modifier les données · modifier les données |
| Bassoues                    | 32032      | 32320       | Mirande        | Pardiac-Rivière-Basse | CC Cœur d'Astarac en Gascogne  | 32,29            | 331 (2022)                        | 10                 | modifier les données · modifier les données |
| Bazian                      | 32033      | 32320       | Auch           | Fezensac              | CC d'Artagnan en Fézensac      | 12,71            | 103 (2022)                        | 8,1                | modifier les données · modifier les données |
| Bazugues                    | 32034      | 32170       | Mirande        | Mirande-Astarac       | CC Astarac Arros en Gascogne   | 5,36             | 62 (2022)                         | 12                 | modifier les données · modifier les données |
| Beaucaire                   | 32035      | 32410       | Condom         | Baïse-Armagnac        | CC de la Ténarèze              | 16,14            | 246 (2022)                        | 15                 | modifier les données · modifier les données |
| Beaumarchés                 | 32036      | 32160       | Mirande        | Pardiac-Rivière-Basse | CC Bastides et Vallons du Gers | 32,47            | 679 (2022)                        | 21                 | modifier les données · modifier les données |
| Beaumont                    | 32037      | 32100       | Condom         | Armagnac-Ténarèze     | CC de la Ténarèze              | 7,56             | 125 (2022)                        | 17                 | modifier les données · modifier les données |
| Beaupuy                     | 32038      | 32600       | Auch           | Gimone-Arrats         | CC de la Gascogne Toulousaine  | 6,54             | 212 (2022)                        | 32                 | modifier les données · modifier les données |
| Beccas                      | 32039      | 32730       | Mirande        | Mirande-Astarac       | CC Astarac Arros en Gascogne   | 3,38             | 122 (2022)                        | 36                 | modifier les données · modifier les données |
| Bédéchan                    | 32040      | 32450       | Auch           | Astarac-Gimone        | CC des Coteaux Arrats Gimone   | 7,84             | 133 (2022)                        | 17                 | modifier les données · modifier les données |
| Bellegarde                  | 32041      | 32140       | Mirande        | Astarac-Gimone        | CC du Val de Gers              | 14,39            | 159 (2022)                        | 11                 | modifier les données · modifier les données |
| Belloc-Saint-Clamens        | 32042      | 32300       | Mirande        | Mirande-Astarac       | CC Astarac Arros en Gascogne   | 10,49            | 137 (2022)                        | 13                 | modifier les données · modifier les données |
| Belmont                     | 32043      | 32190       | Auch           | Fezensac              | CC d'Artagnan en Fézensac      | 15,10            | 150 (2022)                        | 9,9                | modifier les données · modifier les données |
| Béraut                      | 32044      | 32100       | Condom         | Baïse-Armagnac        | CC de la Ténarèze              | 12,43            | 296 (2022)                        | 24                 | modifier les données · modifier les données |
| Berdoues                    | 32045      | 32300       | Mirande        | Mirande-Astarac       | CC Astarac Arros en Gascogne   | 17,65            | 421 (2022)                        | 24                 | modifier les données · modifier les données |
| Bernède                     | 32046      | 32400       | Mirande        | Adour-Gersoise        | CC d'Aire-sur-l'Adour          | 8,18             | 186 (2022)                        | 23                 | modifier les données · modifier les données |
| Berrac                      | 32047      | 32480       | Condom         | Lectoure-Lomagne      | CC de la Lomagne gersoise      | 7,99             | 114 (2022)                        | 14                 | modifier les données · modifier les données |
| Betcave-Aguin               | 32048      | 32420       | Auch           | Val de Save           | CC des Coteaux Arrats Gimone   | 10,19            | 91 (2022)                         | 8,9                | modifier les données · modifier les données |
| Bétous                      | 32049      | 32110       | Condom         | Grand-Bas-Armagnac    | CC du Bas-Armagnac             | 5,13             | 72 (2022)                         | 14                 | modifier les données · modifier les données |
| Betplan                     | 32050      | 32730       | Mirande        | Mirande-Astarac       | CC Astarac Arros en Gascogne   | 5,46             | 101 (2022)                        | 18                 | modifier les données · modifier les données |
| Bézéril                     | 32051      | 32130       | Auch           | Val de Save           | CC du Savès                    | 9,65             | 106 (2022)                        | 11                 | modifier les données · modifier les données |
| Bezolles                    | 32052      | 32310       | Auch           | Fezensac              | CC d'Artagnan en Fézensac      | 11,13            | 132 (2022)                        | 12                 | modifier les données · modifier les données |
| Bézues-Bajon                | 32053      | 32140       | Mirande        | Astarac-Gimone        | CC du Val de Gers              | 12,86            | 185 (2022)                        | 14                 | modifier les données · modifier les données |
| Biran                       | 32054      | 32350       | Auch           | Gascogne-Auscitaine   | CA Grand Auch Cœur de Gascogne | 36,86            | 377 (2022)                        | 10                 | modifier les données · modifier les données |
| Bivès                       | 32055      | 32380       | Condom         | Fleurance-Lomagne     | CC Bastides de Lomagne         | 9,93             | 119 (2022)                        | 12                 | modifier les données · modifier les données |
| Blanquefort                 | 32056      | 32270       | Auch           | Auch-2                | CC des Coteaux Arrats Gimone   | 3,33             | 43 (2022)                         | 13                 | modifier les données · modifier les données |
| Blaziert                    | 32057      | 32100       | Condom         | Baïse-Armagnac        | CC de la Ténarèze              | 10,97            | 128 (2022)                        | 12                 | modifier les données · modifier les données |
| Blousson-Sérian             | 32058      | 32230       | Mirande        | Pardiac-Rivière-Basse | CC Bastides et Vallons du Gers | 5,27             | 34 (2022)                         | 6,5                | modifier les données · modifier les données |
| Bonas                       | 32059      | 32410       | Auch           | Gascogne-Auscitaine   | CA Grand Auch Cœur de Gascogne | 10,10            | 116 (2022)                        | 11                 | modifier les données · modifier les données |
| Boucagnères                 | 32060      | 32550       | Mirande        | Auch-3                | CC du Val de Gers              | 6,16             | 205 (2022)                        | 33                 | modifier les données · modifier les données |
| Boulaur                     | 32061      | 32450       | Auch           | Astarac-Gimone        | CC des Coteaux Arrats Gimone   | 9,03             | 179 (2022)                        | 20                 | modifier les données · modifier les données |
| Bourrouillan                | 32062      | 32370       | Condom         | Grand-Bas-Armagnac    | CC du Bas-Armagnac             | 8,70             | 167 (2022)                        | 19                 | modifier les données · modifier les données |
| Bouzon-Gellenave            | 32063      | 32290       | Mirande        | Adour-Gersoise        | CC Armagnac Adour              | 10,29            | 163 (2022)                        | 16                 | modifier les données · modifier les données |
| Bretagne-d'Armagnac         | 32064      | 32800       | Condom         | Armagnac-Ténarèze     | CC du Grand Armagnac           | 12,35            | 400 (2022)                        | 32                 | modifier les données · modifier les données |
| Le Brouilh-Monbert          | 32065      | 32350       | Mirande        | Auch-1                | CC du Val de Gers              | 12,96            | 236 (2022)                        | 18                 | modifier les données · modifier les données |
| Brugnens                    | 32066      | 32500       | Condom         | Fleurance-Lomagne     | CC de la Lomagne gersoise      | 13,45            | 255 (2022)                        | 19                 | modifier les données · modifier les données |
| Cadeilhan                   | 32068      | 32380       | Condom         | Fleurance-Lomagne     | CC de la Lomagne gersoise      | 8,43             | 145 (2022)                        | 17                 | modifier les données · modifier les données |
| Cadeillan                   | 32069      | 32220       | Auch           | Val de Save           | CC du Savès                    | 4,26             | 78 (2022)                         | 18                 | modifier les données · modifier les données |
| Cahuzac-sur-Adour           | 32070      | 32400       | Mirande        | Adour-Gersoise        | CC Armagnac Adour              | 6,62             | 198 (2022)                        | 30                 | modifier les données · modifier les données |
| Caillavet                   | 32071      | 32190       | Auch           | Fezensac              | CC d'Artagnan en Fézensac      | 14,58            | 166 (2022)                        | 11                 | modifier les données · modifier les données |
| Callian                     | 32072      | 32190       | Auch           | Fezensac              | CC d'Artagnan en Fézensac      | 7,91             | 53 (2022)                         | 6,7                | modifier les données · modifier les données |
| Campagne-d'Armagnac         | 32073      | 32800       | Condom         | Grand-Bas-Armagnac    | CC du Grand Armagnac           | 5,49             | 212 (2022)                        | 39                 | modifier les données · modifier les données |
| Cap d'Astarac               | 32365      | 32140 32420 | Mirande        | Astarac-Gimone        | CC Val de Gers                 | 31,80            | 480 (2022)                        | 15                 | modifier les données · modifier les données |
| Cassaigne                   | 32075      | 32100       | Condom         | Armagnac-Ténarèze     | CC de la Ténarèze              | 8,58             | 227 (2022)                        | 26                 | modifier les données · modifier les données |
| Castelnau-Barbarens         | 32076      | 32450       | Auch           | Astarac-Gimone        | CA Grand Auch Cœur de Gascogne | 42,37            | 579 (2022)                        | 14                 | modifier les données · modifier les données |
| Castelnau-d'Anglès          | 32077      | 32320       | Mirande        | Pardiac-Rivière-Basse | CC Cœur d'Astarac en Gascogne  | 11,94            | 91 (2022)                         | 7,6                | modifier les données · modifier les données |
| Castelnau-d'Arbieu          | 32078      | 32500       | Condom         | Fleurance-Lomagne     | CC de la Lomagne gersoise      | 16,34            | 226 (2022)                        | 14                 | modifier les données · modifier les données |
| Castelnau d'Auzan Labarrère | 32079      | 32250 32440 | Condom         | Armagnac-Ténarèze     | CC du Grand Armagnac           | 56,78            | 1 185 (2022)                      | 21                 | modifier les données · modifier les données |
| Castelnau-sur-l'Auvignon    | 32080      | 32100       | Condom         | Baïse-Armagnac        | CC de la Ténarèze              | 10,22            | 147 (2022)                        | 14                 | modifier les données · modifier les données |
| Castelnavet                 | 32081      | 32290       | Mirande        | Adour-Gersoise        | CC Armagnac Adour              | 18,06            | 116 (2022)                        | 6,4                | modifier les données · modifier les données |
| Castéra-Lectourois          | 32082      | 32700       | Condom         | Lectoure-Lomagne      | CC de la Lomagne gersoise      | 18,86            | 337 (2022)                        | 18                 | modifier les données · modifier les données |
| Castéra-Verduzan            | 32083      | 32410       | Auch           | Baïse-Armagnac        | CA Grand Auch Cœur de Gascogne | 19,82            | 1 042 (2022)                      | 53                 | modifier les données · modifier les données |
| Castéron                    | 32084      | 32380       | Condom         | Fleurance-Lomagne     | CC Bastides de Lomagne         | 11,08            | 52 (2022)                         | 4,7                | modifier les données · modifier les données |
| Castet-Arrouy               | 32085      | 32340       | Condom         | Lectoure-Lomagne      | CC de la Lomagne gersoise      | 8,04             | 174 (2022)                        | 22                 | modifier les données · modifier les données |
| Castex                      | 32086      | 32170       | Mirande        | Mirande-Astarac       | CC Astarac Arros en Gascogne   | 5,38             | 76 (2022)                         | 14                 | modifier les données · modifier les données |
| Castex-d'Armagnac           | 32087      | 32240       | Condom         | Grand-Bas-Armagnac    | CC du Grand Armagnac           | 12,26            | 141 (2022)                        | 12                 | modifier les données · modifier les données |
| Castillon-Debats            | 32088      | 32190       | Auch           | Fezensac              | CC d'Artagnan en Fézensac      | 35,05            | 333 (2022)                        | 9,5                | modifier les données · modifier les données |
| Castillon-Massas            | 32089      | 32360       | Auch           | Gascogne-Auscitaine   | CA Grand Auch Cœur de Gascogne | 9,59             | 225 (2022)                        | 23                 | modifier les données · modifier les données |
| Castillon-Savès             | 32090      | 32490       | Auch           | Val de Save           | CC de la Gascogne Toulousaine  | 11,96            | 335 (2022)                        | 28                 | modifier les données · modifier les données |
| Castin                      | 32091      | 32810       | Auch           | Gascogne-Auscitaine   | CA Grand Auch Cœur de Gascogne | 11,22            | 345 (2022)                        | 31                 | modifier les données · modifier les données |
| Catonvielle                 | 32092      | 32200       | Condom         | Gimone-Arrats         | CC Bastides de Lomagne         | 3,07             | 105 (2022)                        | 34                 | modifier les données · modifier les données |
| Caumont                     | 32093      | 32400       | Mirande        | Adour-Gersoise        | CC Armagnac Adour              | 7,15             | 103 (2022)                        | 14                 | modifier les données · modifier les données |
| Caupenne-d'Armagnac         | 32094      | 32110       | Condom         | Grand-Bas-Armagnac    | CC du Bas-Armagnac             | 21,65            | 446 (2022)                        | 21                 | modifier les données · modifier les données |
| Caussens                    | 32095      | 32100       | Condom         | Baïse-Armagnac        | CC de la Ténarèze              | 13,27            | 587 (2022)                        | 44                 | modifier les données · modifier les données |
| Cazaubon                    | 32096      | 32150       | Condom         | Grand-Bas-Armagnac    | CC du Grand Armagnac           | 55,64            | 1 663 (2022)                      | 30                 | modifier les données · modifier les données |
| Cazaux-d'Anglès             | 32097      | 32190       | Auch           | Fezensac              | CC d'Artagnan en Fézensac      | 12,60            | 112 (2022)                        | 8,9                | modifier les données · modifier les données |
| Cazaux-Savès                | 32098      | 32130       | Auch           | Val de Save           | CC du Savès                    | 5,62             | 329 (2022)                        | 59                 | modifier les données · modifier les données |
| Cazaux-Villecomtal          | 32099      | 32230       | Mirande        | Pardiac-Rivière-Basse | CC Bastides et Vallons du Gers | 4,13             | 72 (2022)                         | 17                 | modifier les données · modifier les données |
| Cazeneuve                   | 32100      | 32800       | Condom         | Armagnac-Ténarèze     | CC de la Ténarèze              | 8,31             | 170 (2022)                        | 20                 | modifier les données · modifier les données |
| Céran                       | 32101      | 32500       | Condom         | Fleurance-Lomagne     | CC de la Lomagne gersoise      | 10,74            | 229 (2022)                        | 21                 | modifier les données · modifier les données |
| Cézan                       | 32102      | 32410       | Condom         | Fleurance-Lomagne     | CC de la Lomagne gersoise      | 12,22            | 203 (2022)                        | 17                 | modifier les données · modifier les données |
| Chélan                      | 32103      | 32140       | Mirande        | Astarac-Gimone        | CC du Val de Gers              | 13,49            | 173 (2022)                        | 13                 | modifier les données · modifier les données |
| Clermont-Pouyguillès        | 32104      | 32300       | Mirande        | Mirande-Astarac       | CC Astarac Arros en Gascogne   | 12,71            | 159 (2022)                        | 13                 | modifier les données · modifier les données |
| Clermont-Savès              | 32105      | 32600       | Auch           | L'Isle-Jourdain       | CC de la Gascogne Toulousaine  | 5,10             | 402 (2022)                        | 79                 | modifier les données · modifier les données |
| Cologne                     | 32106      | 32430       | Condom         | Gimone-Arrats         | CC Bastides de Lomagne         | 6,52             | 920 (2022)                        | 141                | modifier les données · modifier les données |
| Condom                      | 32107      | 32100       | Condom         | Baïse-Armagnac        | CC de la Ténarèze              | 97,37            | 6 454 (2022)                      | 66                 | modifier les données · modifier les données |
| Corneillan                  | 32108      | 32400       | Mirande        | Adour-Gersoise        | CC d'Aire-sur-l'Adour          | 8,47             | 156 (2022)                        | 18                 | modifier les données · modifier les données |
| Couloumé-Mondebat           | 32109      | 32160       | Mirande        | Pardiac-Rivière-Basse | CC Bastides et Vallons du Gers | 22,85            | 203 (2022)                        | 8,9                | modifier les données · modifier les données |
| Courrensan                  | 32110      | 32330       | Condom         | Fezensac              | CC du Grand Armagnac           | 25,16            | 394 (2022)                        | 16                 | modifier les données · modifier les données |
| Courties                    | 32111      | 32230       | Mirande        | Pardiac-Rivière-Basse | CC Bastides et Vallons du Gers | 6,02             | 46 (2022)                         | 7,6                | modifier les données · modifier les données |
| Crastes                     | 32112      | 32270       | Auch           | Gascogne-Auscitaine   | CA Grand Auch Cœur de Gascogne | 19,25            | 261 (2022)                        | 14                 | modifier les données · modifier les données |
| Cravencères                 | 32113      | 32110       | Condom         | Grand-Bas-Armagnac    | CC du Bas-Armagnac             | 9,09             | 93 (2022)                         | 10                 | modifier les données · modifier les données |
| Cuélas                      | 32114      | 32300       | Mirande        | Astarac-Gimone        | CC du Val de Gers              | 6,55             | 125 (2022)                        | 19                 | modifier les données · modifier les données |
| Dému                        | 32115      | 32190       | Condom         | Fezensac              | CC du Grand Armagnac           | 28,89            | 318 (2022)                        | 11                 | modifier les données · modifier les données |
| Duffort                     | 32116      | 32170       | Mirande        | Mirande-Astarac       | CC Astarac Arros en Gascogne   | 9,84             | 131 (2022)                        | 13                 | modifier les données · modifier les données |
| Duran                       | 32117      | 32810       | Auch           | Gascogne-Auscitaine   | CA Grand Auch Cœur de Gascogne | 6,59             | 857 (2022)                        | 130                | modifier les données · modifier les données |
| Durban                      | 32118      | 32260       | Mirande        | Auch-3                | CC du Val de Gers              | 17,40            | 136 (2022)                        | 7,8                | modifier les données · modifier les données |
| Eauze                       | 32119      | 32800       | Condom         | Armagnac-Ténarèze     | CC du Grand Armagnac           | 69,86            | 4 060 (2022)                      | 58                 | modifier les données · modifier les données |
| Encausse                    | 32120      | 32430       | Condom         | Gimone-Arrats         | CC Bastides de Lomagne         | 15,65            | 444 (2022)                        | 28                 | modifier les données · modifier les données |
| Endoufielle                 | 32121      | 32600       | Auch           | L'Isle-Jourdain       | CC de la Gascogne Toulousaine  | 17,10            | 516 (2022)                        | 30                 | modifier les données · modifier les données |
| Esclassan-Labastide         | 32122      | 32140       | Mirande        | Astarac-Gimone        | CC du Val de Gers              | 11,93            | 345 (2022)                        | 29                 | modifier les données · modifier les données |
| Escornebœuf                 | 32123      | 32200       | Auch           | Gimone-Arrats         | CC des Coteaux Arrats Gimone   | 25,45            | 570 (2022)                        | 22                 | modifier les données · modifier les données |
| Espaon                      | 32124      | 32220       | Auch           | Val de Save           | CC du Savès                    | 8,89             | 186 (2022)                        | 21                 | modifier les données · modifier les données |
| Espas                       | 32125      | 32370       | Condom         | Grand-Bas-Armagnac    | CC du Bas-Armagnac             | 15,13            | 132 (2022)                        | 8,7                | modifier les données · modifier les données |
| Estampes                    | 32126      | 32170       | Mirande        | Mirande-Astarac       | CC Astarac Arros en Gascogne   | 10,82            | 162 (2022)                        | 15                 | modifier les données · modifier les données |
| Estang                      | 32127      | 32240       | Condom         | Grand-Bas-Armagnac    | CC du Grand Armagnac           | 22,51            | 664 (2022)                        | 29                 | modifier les données · modifier les données |
| Estipouy                    | 32128      | 32300       | Mirande        | Pardiac-Rivière-Basse | CC Cœur d'Astarac en Gascogne  | 11,69            | 206 (2022)                        | 18                 | modifier les données · modifier les données |
| Estramiac                   | 32129      | 32380       | Condom         | Fleurance-Lomagne     | CC Bastides de Lomagne         | 9,69             | 122 (2022)                        | 13                 | modifier les données · modifier les données |
| Faget-Abbatial              | 32130      | 32450       | Mirande        | Astarac-Gimone        | CC du Val de Gers              | 17,46            | 215 (2022)                        | 12                 | modifier les données · modifier les données |
| Flamarens                   | 32131      | 32340       | Condom         | Lectoure-Lomagne      | CC de la Lomagne gersoise      | 14,36            | 136 (2022)                        | 9,5                | modifier les données · modifier les données |
| Fleurance                   | 32132      | 32500       | Condom         | Fleurance-Lomagne     | CC de la Lomagne gersoise      | 43,32            | 6 130 (2022)                      | 142                | modifier les données · modifier les données |
| Fourcès                     | 32133      | 32250       | Condom         | Armagnac-Ténarèze     | CC de la Ténarèze              | 23,72            | 261 (2022)                        | 11                 | modifier les données · modifier les données |
| Frégouville                 | 32134      | 32490       | Auch           | L'Isle-Jourdain       | CC de la Gascogne Toulousaine  | 12,32            | 359 (2022)                        | 29                 | modifier les données · modifier les données |
| Fustérouau                  | 32135      | 32400       | Mirande        | Adour-Gersoise        | CC Armagnac Adour              | 7,85             | 130 (2022)                        | 17                 | modifier les données · modifier les données |
| Galiax                      | 32136      | 32160       | Mirande        | Pardiac-Rivière-Basse | CC Bastides et Vallons du Gers | 6,05             | 184 (2022)                        | 30                 | modifier les données · modifier les données |
| Garravet                    | 32138      | 32220       | Auch           | Val de Save           | CC du Savès                    | 9,09             | 148 (2022)                        | 16                 | modifier les données · modifier les données |
| Gaudonville                 | 32139      | 32380       | Condom         | Fleurance-Lomagne     | CC Bastides de Lomagne         | 7,39             | 106 (2022)                        | 14                 | modifier les données · modifier les données |
| Gaujac                      | 32140      | 32220       | Auch           | Val de Save           | CC du Savès                    | 5,01             | 75 (2022)                         | 15                 | modifier les données · modifier les données |
| Gaujan                      | 32141      | 32420       | Auch           | Val de Save           | CC des Coteaux Arrats Gimone   | 10,82            | 119 (2022)                        | 11                 | modifier les données · modifier les données |
| Gavarret-sur-Aulouste       | 32142      | 32390       | Condom         | Fleurance-Lomagne     | CC de la Lomagne gersoise      | 8,38             | 138 (2022)                        | 16                 | modifier les données · modifier les données |
| Gazaupouy                   | 32143      | 32480       | Condom         | Lectoure-Lomagne      | CC de la Ténarèze              | 20,94            | 245 (2022)                        | 12                 | modifier les données · modifier les données |
| Gazax-et-Baccarisse         | 32144      | 32230       | Auch           | Fezensac              | CC d'Artagnan en Fézensac      | 9,45             | 69 (2022)                         | 7,3                | modifier les données · modifier les données |
| Gée-Rivière                 | 32145      | 32720       | Mirande        | Adour-Gersoise        | CC d'Aire-sur-l'Adour          | 2,74             | 44 (2022)                         | 16                 | modifier les données · modifier les données |
| Gimbrède                    | 32146      | 32340       | Condom         | Lectoure-Lomagne      | CC de la Lomagne gersoise      | 24,98            | 285 (2022)                        | 11                 | modifier les données · modifier les données |
| Gimont                      | 32147      | 32200       | Auch           | Gimone-Arrats         | CC des Coteaux Arrats Gimone   | 27,58            | 3 110 (2022)                      | 113                | modifier les données · modifier les données |
| Giscaro                     | 32148      | 32200       | Auch           | Gimone-Arrats         | CC des Coteaux Arrats Gimone   | 5,40             | 91 (2022)                         | 17                 | modifier les données · modifier les données |
| Gondrin                     | 32149      | 32330       | Condom         | Armagnac-Ténarèze     | CC du Grand Armagnac           | 34,76            | 1 179 (2022)                      | 34                 | modifier les données · modifier les données |
| Goutz                       | 32150      | 32500       | Condom         | Fleurance-Lomagne     | CC de la Lomagne gersoise      | 8,46             | 213 (2022)                        | 25                 | modifier les données · modifier les données |
| Goux                        | 32151      | 32400       | Mirande        | Adour-Gersoise        | CC Armagnac Adour              | 5,36             | 63 (2022)                         | 12                 | modifier les données · modifier les données |
| Haget                       | 32152      | 32730       | Mirande        | Mirande-Astarac       | CC Astarac Arros en Gascogne   | 9,10             | 353 (2022)                        | 39                 | modifier les données · modifier les données |
| Haulies                     | 32153      | 32550       | Mirande        | Auch-3                | CC du Val de Gers              | 10,13            | 152 (2022)                        | 15                 | modifier les données · modifier les données |
| Homps                       | 32154      | 32120       | Condom         | Gimone-Arrats         | CC Bastides de Lomagne         | 9,24             | 111 (2022)                        | 12                 | modifier les données · modifier les données |
| Le Houga                    | 32155      | 32460       | Condom         | Grand-Bas-Armagnac    | CC du Bas-Armagnac             | 31,51            | 1 186 (2022)                      | 38                 | modifier les données · modifier les données |
| Idrac-Respaillès            | 32156      | 32300       | Mirande        | Mirande-Astarac       | CC Astarac Arros en Gascogne   | 13,03            | 214 (2022)                        | 16                 | modifier les données · modifier les données |
| L'Isle-Arné                 | 32157      | 32270       | Auch           | Auch-2                | CC des Coteaux Arrats Gimone   | 6,97             | 187 (2022)                        | 27                 | modifier les données · modifier les données |
| L'Isle-Bouzon               | 32158      | 32380       | Condom         | Lectoure-Lomagne      | CC Bastides de Lomagne         | 15,95            | 248 (2022)                        | 16                 | modifier les données · modifier les données |
| L'Isle-de-Noé               | 32159      | 32300       | Mirande        | Pardiac-Rivière-Basse | CC Cœur d'Astarac en Gascogne  | 25,66            | 543 (2022)                        | 21                 | modifier les données · modifier les données |
| L'Isle-Jourdain             | 32160      | 32600       | Auch           | L'Isle-Jourdain       | CC de la Gascogne Toulousaine  | 70,48            | 9 499 (2022)                      | 135                | modifier les données · modifier les données |
| Izotges                     | 32161      | 32400       | Mirande        | Pardiac-Rivière-Basse | CC Bastides et Vallons du Gers | 2,94             | 86 (2022)                         | 29                 | modifier les données · modifier les données |
| Jegun                       | 32162      | 32360       | Auch           | Gascogne-Auscitaine   | CA Grand Auch Cœur de Gascogne | 39,25            | 1 182 (2022)                      | 30                 | modifier les données · modifier les données |
| Jû-Belloc                   | 32163      | 32160       | Mirande        | Pardiac-Rivière-Basse | CC Bastides et Vallons du Gers | 10,01            | 283 (2022)                        | 28                 | modifier les données · modifier les données |
| Juillac                     | 32164      | 32230       | Mirande        | Pardiac-Rivière-Basse | CC Bastides et Vallons du Gers | 7,49             | 116 (2022)                        | 15                 | modifier les données · modifier les données |
| Juilles                     | 32165      | 32200       | Auch           | Auch-2                | CC des Coteaux Arrats Gimone   | 13,86            | 229 (2022)                        | 17                 | modifier les données · modifier les données |
| Justian                     | 32166      | 32190       | Auch           | Fezensac              | CC d'Artagnan en Fézensac      | 6,30             | 107 (2022)                        | 17                 | modifier les données · modifier les données |
| Laas                        | 32167      | 32170       | Mirande        | Mirande-Astarac       | CC Cœur d'Astarac en Gascogne  | 10,94            | 318 (2022)                        | 29                 | modifier les données · modifier les données |
| Labarthe                    | 32169      | 32260       | Mirande        | Astarac-Gimone        | CC du Val de Gers              | 6,46             | 147 (2022)                        | 23                 | modifier les données · modifier les données |
| Labarthète                  | 32170      | 32400       | Mirande        | Adour-Gersoise        | CC Armagnac Adour              | 11,09            | 146 (2022)                        | 13                 | modifier les données · modifier les données |
| Labastide-Savès             | 32171      | 32130       | Auch           | Val de Save           | CC du Savès                    | 3,62             | 187 (2022)                        | 52                 | modifier les données · modifier les données |
| Labéjan                     | 32172      | 32300       | Mirande        | Mirande-Astarac       | CC Astarac Arros en Gascogne   | 18,71            | 291 (2022)                        | 16                 | modifier les données · modifier les données |
| Labrihe                     | 32173      | 32120       | Condom         | Gimone-Arrats         | CC Bastides de Lomagne         | 9,44             | 213 (2022)                        | 23                 | modifier les données · modifier les données |
| Ladevèze-Rivière            | 32174      | 32230       | Mirande        | Pardiac-Rivière-Basse | CC Bastides et Vallons du Gers | 13,54            | 220 (2022)                        | 16                 | modifier les données · modifier les données |
| Ladevèze-Ville              | 32175      | 32230       | Mirande        | Pardiac-Rivière-Basse | CC Bastides et Vallons du Gers | 9,09             | 214 (2022)                        | 24                 | modifier les données · modifier les données |
| Lagarde                     | 32176      | 32700       | Condom         | Lectoure-Lomagne      | CC de la Lomagne gersoise      | 8,85             | 123 (2022)                        | 14                 | modifier les données · modifier les données |
| Lagarde-Hachan              | 32177      | 32300       | Mirande        | Mirande-Astarac       | CC Astarac Arros en Gascogne   | 8,57             | 167 (2022)                        | 19                 | modifier les données · modifier les données |
| Lagardère                   | 32178      | 32310       | Condom         | Baïse-Armagnac        | CC de la Ténarèze              | 4,95             | 78 (2022)                         | 16                 | modifier les données · modifier les données |
| Lagraulet-du-Gers           | 32180      | 32330       | Condom         | Armagnac-Ténarèze     | CC de la Ténarèze              | 27,22            | 559 (2022)                        | 21                 | modifier les données · modifier les données |
| Laguian-Mazous              | 32181      | 32170       | Mirande        | Mirande-Astarac       | CC Astarac Arros en Gascogne   | 9,98             | 248 (2022)                        | 25                 | modifier les données · modifier les données |
| Lahas                       | 32182      | 32130       | Auch           | Val de Save           | CC des Coteaux Arrats Gimone   | 14,54            | 181 (2022)                        | 12                 | modifier les données · modifier les données |
| Lahitte                     | 32183      | 32810       | Auch           | Auch-2                | CA Grand Auch Cœur de Gascogne | 5,03             | 233 (2022)                        | 46                 | modifier les données · modifier les données |
| Lalanne                     | 32184      | 32500       | Condom         | Fleurance-Lomagne     | CC de la Lomagne gersoise      | 5,55             | 132 (2022)                        | 24                 | modifier les données · modifier les données |
| Lalanne-Arqué               | 32185      | 32140       | Mirande        | Astarac-Gimone        | CC du Val de Gers              | 11,15            | 149 (2022)                        | 13                 | modifier les données · modifier les données |
| Lamaguère                   | 32186      | 32260       | Mirande        | Astarac-Gimone        | CC du Val de Gers              | 6,49             | 80 (2022)                         | 12                 | modifier les données · modifier les données |
| Lamazère                    | 32187      | 32300       | Mirande        | Mirande-Astarac       | CC Cœur d'Astarac en Gascogne  | 7,47             | 130 (2022)                        | 17                 | modifier les données · modifier les données |
| Lamothe-Goas                | 32188      | 32500       | Condom         | Fleurance-Lomagne     | CC de la Lomagne gersoise      | 7,18             | 80 (2022)                         | 11                 | modifier les données · modifier les données |
| Lanne-Soubiran              | 32191      | 32110       | Condom         | Grand-Bas-Armagnac    | CC du Bas-Armagnac             | 6,67             | 145 (2022)                        | 22                 | modifier les données · modifier les données |
| Lannemaignan                | 32189      | 32240       | Condom         | Grand-Bas-Armagnac    | CC du Grand Armagnac           | 8,58             | 105 (2022)                        | 12                 | modifier les données · modifier les données |
| Lannepax                    | 32190      | 32190       | Condom         | Fezensac              | CC du Grand Armagnac           | 30,84            | 532 (2022)                        | 17                 | modifier les données · modifier les données |
| Lannux                      | 32192      | 32400       | Mirande        | Adour-Gersoise        | CC d'Aire-sur-l'Adour          | 12,83            | 220 (2022)                        | 17                 | modifier les données · modifier les données |
| Larée                       | 32193      | 32150       | Condom         | Grand-Bas-Armagnac    | CC du Grand Armagnac           | 12,87            | 237 (2022)                        | 18                 | modifier les données · modifier les données |
| Larressingle                | 32194      | 32100       | Condom         | Armagnac-Ténarèze     | CC de la Ténarèze              | 8,55             | 213 (2022)                        | 25                 | modifier les données · modifier les données |
| Larroque-Engalin            | 32195      | 32480       | Condom         | Lectoure-Lomagne      | CC de la Lomagne gersoise      | 6,16             | 45 (2022)                         | 7,3                | modifier les données · modifier les données |
| Larroque-Saint-Sernin       | 32196      | 32410       | Condom         | Baïse-Armagnac        | CC de la Ténarèze              | 17,96            | 161 (2022)                        | 9,0                | modifier les données · modifier les données |
| Larroque-sur-l'Osse         | 32197      | 32100       | Condom         | Armagnac-Ténarèze     | CC de la Ténarèze              | 15,07            | 218 (2022)                        | 14                 | modifier les données · modifier les données |
| Lartigue                    | 32198      | 32450       | Auch           | Astarac-Gimone        | CC des Coteaux Arrats Gimone   | 14,89            | 196 (2022)                        | 13                 | modifier les données · modifier les données |
| Lasséran                    | 32200      | 32550       | Mirande        | Auch-1                | CC du Val de Gers              | 15,06            | 350 (2022)                        | 23                 | modifier les données · modifier les données |
| Lasserrade                  | 32199      | 32160       | Mirande        | Pardiac-Rivière-Basse | CC Bastides et Vallons du Gers | 12,76            | 180 (2022)                        | 14                 | modifier les données · modifier les données |
| Lasseube-Propre             | 32201      | 32550       | Mirande        | Auch-3                | CC du Val de Gers              | 14,57            | 336 (2022)                        | 23                 | modifier les données · modifier les données |
| Laujuzan                    | 32202      | 32110       | Condom         | Grand-Bas-Armagnac    | CC du Bas-Armagnac             | 11,34            | 290 (2022)                        | 26                 | modifier les données · modifier les données |
| Lauraët                     | 32203      | 32330       | Condom         | Armagnac-Ténarèze     | CC de la Ténarèze              | 12,71            | 247 (2022)                        | 19                 | modifier les données · modifier les données |
| Lavardens                   | 32204      | 32360       | Auch           | Gascogne-Auscitaine   | CA Grand Auch Cœur de Gascogne | 30,55            | 365 (2022)                        | 12                 | modifier les données · modifier les données |
| Laveraët                    | 32205      | 32230       | Mirande        | Pardiac-Rivière-Basse | CC Bastides et Vallons du Gers | 11,86            | 102 (2022)                        | 8,6                | modifier les données · modifier les données |
| Laymont                     | 32206      | 32220       | Auch           | Val de Save           | CC du Savès                    | 11,05            | 230 (2022)                        | 21                 | modifier les données · modifier les données |
| Leboulin                    | 32207      | 32810       | Auch           | Auch-2                | CA Grand Auch Cœur de Gascogne | 8,91             | 344 (2022)                        | 39                 | modifier les données · modifier les données |
| Lectoure                    | 32208      | 32700       | Condom         | Lectoure-Lomagne      | CC de la Lomagne gersoise      | 84,93            | 3 685 (2022)                      | 43                 | modifier les données · modifier les données |
| Lelin-Lapujolle             | 32209      | 32400       | Mirande        | Adour-Gersoise        | CC Armagnac Adour              | 13,56            | 276 (2022)                        | 20                 | modifier les données · modifier les données |
| Lias                        | 32210      | 32600       | Auch           | L'Isle-Jourdain       | CC de la Gascogne Toulousaine  | 10,67            | 778 (2022)                        | 73                 | modifier les données · modifier les données |
| Lias-d'Armagnac             | 32211      | 32240       | Condom         | Grand-Bas-Armagnac    | CC du Grand Armagnac           | 11,92            | 202 (2022)                        | 17                 | modifier les données · modifier les données |
| Ligardes                    | 32212      | 32480       | Condom         | Lectoure-Lomagne      | CC de la Ténarèze              | 11,30            | 206 (2022)                        | 18                 | modifier les données · modifier les données |
| Lombez                      | 32213      | 32220       | Auch           | Val de Save           | CC du Savès                    | 19,55            | 2 188 (2022)                      | 112                | modifier les données · modifier les données |
| Loubédat                    | 32214      | 32110       | Condom         | Grand-Bas-Armagnac    | CC du Bas-Armagnac             | 9,46             | 111 (2022)                        | 12                 | modifier les données · modifier les données |
| Loubersan                   | 32215      | 32300       | Mirande        | Mirande-Astarac       | CC Astarac Arros en Gascogne   | 10,77            | 161 (2022)                        | 15                 | modifier les données · modifier les données |
| Lourties-Monbrun            | 32216      | 32140       | Mirande        | Astarac-Gimone        | CC du Val de Gers              | 9,50             | 156 (2022)                        | 16                 | modifier les données · modifier les données |
| Louslitges                  | 32217      | 32230       | Mirande        | Pardiac-Rivière-Basse | CC Cœur d'Astarac en Gascogne  | 12,03            | 61 (2022)                         | 5,1                | modifier les données · modifier les données |
| Loussous-Débat              | 32218      | 32290       | Mirande        | Adour-Gersoise        | CC Armagnac Adour              | 5,07             | 73 (2022)                         | 14                 | modifier les données · modifier les données |
| Lupiac                      | 32219      | 32290       | Auch           | Fezensac              | CC d'Artagnan en Fézensac      | 34,50            | 310 (2022)                        | 9,0                | modifier les données · modifier les données |
| Luppé-Violles               | 32220      | 32110       | Condom         | Grand-Bas-Armagnac    | CC du Bas-Armagnac             | 7,57             | 132 (2022)                        | 17                 | modifier les données · modifier les données |
| Lussan                      | 32221      | 32270       | Auch           | Auch-2                | CC des Coteaux Arrats Gimone   | 12,83            | 226 (2022)                        | 18                 | modifier les données · modifier les données |
| Magnan                      | 32222      | 32110       | Condom         | Grand-Bas-Armagnac    | CC du Bas-Armagnac             | 11,30            | 231 (2022)                        | 20                 | modifier les données · modifier les données |
| Magnas                      | 32223      | 32380       | Condom         | Fleurance-Lomagne     | CC Bastides de Lomagne         | 3,19             | 58 (2022)                         | 18                 | modifier les données · modifier les données |
| Maignaut-Tauzia             | 32224      | 32310       | Condom         | Baïse-Armagnac        | CC de la Ténarèze              | 11,14            | 215 (2022)                        | 19                 | modifier les données · modifier les données |
| Malabat                     | 32225      | 32730       | Mirande        | Mirande-Astarac       | CC Astarac Arros en Gascogne   | 5,40             | 97 (2022)                         | 18                 | modifier les données · modifier les données |
| Manas-Bastanous             | 32226      | 32170       | Mirande        | Mirande-Astarac       | CC Astarac Arros en Gascogne   | 7,54             | 83 (2022)                         | 11                 | modifier les données · modifier les données |
| Manciet                     | 32227      | 32370       | Condom         | Grand-Bas-Armagnac    | CC du Bas-Armagnac             | 42,11            | 761 (2022)                        | 18                 | modifier les données · modifier les données |
| Manent-Montané              | 32228      | 32140       | Mirande        | Astarac-Gimone        | CC du Val de Gers              | 7,45             | 87 (2022)                         | 12                 | modifier les données · modifier les données |
| Mansempuy                   | 32229      | 32120       | Condom         | Gimone-Arrats         | CC Bastides de Lomagne         | 6,33             | 58 (2022)                         | 9,2                | modifier les données · modifier les données |
| Mansencôme                  | 32230      | 32310       | Condom         | Armagnac-Ténarèze     | CC de la Ténarèze              | 4,05             | 45 (2022)                         | 11                 | modifier les données · modifier les données |
| Marambat                    | 32231      | 32190       | Auch           | Fezensac              | CC d'Artagnan en Fézensac      | 9,70             | 424 (2022)                        | 44                 | modifier les données · modifier les données |
| Maravat                     | 32232      | 32120       | Condom         | Gimone-Arrats         | CC Bastides de Lomagne         | 6,46             | 46 (2022)                         | 7,1                | modifier les données · modifier les données |
| Marciac                     | 32233      | 32230       | Mirande        | Pardiac-Rivière-Basse | CC Bastides et Vallons du Gers | 20,60            | 1 209 (2022)                      | 59                 | modifier les données · modifier les données |
| Marestaing                  | 32234      | 32490       | Auch           | L'Isle-Jourdain       | CC de la Gascogne Toulousaine  | 8,46             | 349 (2022)                        | 41                 | modifier les données · modifier les données |
| Margouët-Meymes             | 32235      | 32290       | Mirande        | Adour-Gersoise        | CC Armagnac Adour              | 17,69            | 159 (2022)                        | 9,0                | modifier les données · modifier les données |
| Marguestau                  | 32236      | 32150       | Condom         | Grand-Bas-Armagnac    | CC du Grand Armagnac           | 3,21             | 56 (2022)                         | 17                 | modifier les données · modifier les données |
| Marsan                      | 32237      | 32270       | Auch           | Auch-2                | CC des Coteaux Arrats Gimone   | 14,93            | 464 (2022)                        | 31                 | modifier les données · modifier les données |
| Marseillan                  | 32238      | 32170       | Mirande        | Mirande-Astarac       | CC Cœur d'Astarac en Gascogne  | 4,34             | 83 (2022)                         | 19                 | modifier les données · modifier les données |
| Marsolan                    | 32239      | 32700       | Condom         | Lectoure-Lomagne      | CC de la Lomagne gersoise      | 26,14            | 442 (2022)                        | 17                 | modifier les données · modifier les données |
| Mas-d'Auvignon              | 32241      | 32700       | Condom         | Lectoure-Lomagne      | CC de la Lomagne gersoise      | 13,74            | 169 (2022)                        | 12                 | modifier les données · modifier les données |
| Mascaras                    | 32240      | 32230       | Mirande        | Pardiac-Rivière-Basse | CC Cœur d'Astarac en Gascogne  | 5,95             | 59 (2022)                         | 9,9                | modifier les données · modifier les données |
| Masseube                    | 32242      | 32140       | Mirande        | Astarac-Gimone        | CC du Val de Gers              | 21,03            | 1 525 (2022)                      | 73                 | modifier les données · modifier les données |
| Mauléon-d'Armagnac          | 32243      | 32240       | Condom         | Grand-Bas-Armagnac    | CC du Grand Armagnac           | 35,13            | 266 (2022)                        | 7,6                | modifier les données · modifier les données |
| Maulichères                 | 32244      | 32400       | Mirande        | Adour-Gersoise        | CC Armagnac Adour              | 6,18             | 157 (2022)                        | 25                 | modifier les données · modifier les données |
| Maumusson-Laguian           | 32245      | 32400       | Mirande        | Adour-Gersoise        | CC Armagnac Adour              | 9,30             | 143 (2022)                        | 15                 | modifier les données · modifier les données |
| Maupas                      | 32246      | 32240       | Condom         | Grand-Bas-Armagnac    | CC du Grand Armagnac           | 9,85             | 198 (2022)                        | 20                 | modifier les données · modifier les données |
| Maurens                     | 32247      | 32200       | Auch           | Gimone-Arrats         | CC des Coteaux Arrats Gimone   | 13,03            | 302 (2022)                        | 23                 | modifier les données · modifier les données |
| Mauroux                     | 32248      | 32380       | Condom         | Fleurance-Lomagne     | CC Bastides de Lomagne         | 9,96             | 141 (2022)                        | 14                 | modifier les données · modifier les données |
| Mauvezin                    | 32249      | 32120       | Condom         | Gimone-Arrats         | CC Bastides de Lomagne         | 32,18            | 2 275 (2022)                      | 71                 | modifier les données · modifier les données |
| Meilhan                     | 32250      | 32420       | Mirande        | Astarac-Gimone        | CC du Val de Gers              | 6,82             | 76 (2022)                         | 11                 | modifier les données · modifier les données |
| Mérens                      | 32251      | 32360       | Auch           | Gascogne-Auscitaine   | CA Grand Auch Cœur de Gascogne | 4,18             | 68 (2022)                         | 16                 | modifier les données · modifier les données |
| Miélan                      | 32252      | 32170       | Mirande        | Mirande-Astarac       | CC Cœur d'Astarac en Gascogne  | 21,88            | 1 132 (2022)                      | 52                 | modifier les données · modifier les données |
| Miradoux                    | 32253      | 32340       | Condom         | Lectoure-Lomagne      | CC de la Lomagne gersoise      | 34,58            | 532 (2022)                        | 15                 | modifier les données · modifier les données |
| Miramont-d'Astarac          | 32254      | 32300       | Mirande        | Mirande-Astarac       | CC Astarac Arros en Gascogne   | 14,73            | 351 (2022)                        | 24                 | modifier les données · modifier les données |
| Miramont-Latour             | 32255      | 32390       | Condom         | Fleurance-Lomagne     | CC de la Lomagne gersoise      | 9,77             | 144 (2022)                        | 15                 | modifier les données · modifier les données |
| Mirande                     | 32256      | 32300       | Mirande        | Mirande-Astarac       | CC Cœur d'Astarac en Gascogne  | 23,42            | 3 442 (2022)                      | 147                | modifier les données · modifier les données |
| Mirannes                    | 32257      | 32350       | Auch           | Fezensac              | CC d'Artagnan en Fézensac      | 7,89             | 64 (2022)                         | 8,1                | modifier les données · modifier les données |
| Mirepoix                    | 32258      | 32390       | Auch           | Gascogne-Auscitaine   | CA Grand Auch Cœur de Gascogne | 7,25             | 229 (2022)                        | 32                 | modifier les données · modifier les données |
| Monblanc                    | 32261      | 32130       | Auch           | Val de Save           | CC du Savès                    | 12,93            | 391 (2022)                        | 30                 | modifier les données · modifier les données |
| Monbrun                     | 32262      | 32600       | Condom         | Gimone-Arrats         | CC Bastides de Lomagne         | 10,80            | 405 (2022)                        | 38                 | modifier les données · modifier les données |
| Moncassin                   | 32263      | 32300       | Mirande        | Mirande-Astarac       | CC Astarac Arros en Gascogne   | 13,93            | 124 (2022)                        | 8,9                | modifier les données · modifier les données |
| Monclar                     | 32264      | 32150       | Condom         | Grand-Bas-Armagnac    | CC du Grand Armagnac           | 10,12            | 225 (2022)                        | 22                 | modifier les données · modifier les données |
| Monclar-sur-Losse           | 32265      | 32300       | Mirande        | Pardiac-Rivière-Basse | CC Cœur d'Astarac en Gascogne  | 10,47            | 111 (2022)                        | 11                 | modifier les données · modifier les données |
| Moncorneil-Grazan           | 32266      | 32260       | Mirande        | Astarac-Gimone        | CC du Val de Gers              | 7,09             | 147 (2022)                        | 21                 | modifier les données · modifier les données |
| Monferran-Plavès            | 32267      | 32260       | Mirande        | Astarac-Gimone        | CC du Val de Gers              | 11,07            | 107 (2022)                        | 9,7                | modifier les données · modifier les données |
| Monferran-Savès             | 32268      | 32490       | Auch           | L'Isle-Jourdain       | CC de la Gascogne Toulousaine  | 24,68            | 802 (2022)                        | 32                 | modifier les données · modifier les données |
| Monfort                     | 32269      | 32120       | Condom         | Gimone-Arrats         | CC Bastides de Lomagne         | 22,49            | 513 (2022)                        | 23                 | modifier les données · modifier les données |
| Mongausy                    | 32270      | 32220       | Auch           | Val de Save           | CC des Coteaux Arrats Gimone   | 7,41             | 90 (2022)                         | 12                 | modifier les données · modifier les données |
| Monguilhem                  | 32271      | 32240       | Condom         | Grand-Bas-Armagnac    | CC du Bas-Armagnac             | 5,71             | 286 (2022)                        | 50                 | modifier les données · modifier les données |
| Monlaur-Bernet              | 32272      | 32140       | Mirande        | Astarac-Gimone        | CC du Val de Gers              | 12,21            | 162 (2022)                        | 13                 | modifier les données · modifier les données |
| Monlezun                    | 32273      | 32230       | Mirande        | Pardiac-Rivière-Basse | CC Bastides et Vallons du Gers | 17,35            | 162 (2022)                        | 9,3                | modifier les données · modifier les données |
| Monlezun-d'Armagnac         | 32274      | 32240       | Condom         | Grand-Bas-Armagnac    | CC du Bas-Armagnac             | 6,48             | 188 (2022)                        | 29                 | modifier les données · modifier les données |
| Monpardiac                  | 32275      | 32170       | Mirande        | Pardiac-Rivière-Basse | CC Bastides et Vallons du Gers | 3,50             | 38 (2022)                         | 11                 | modifier les données · modifier les données |
| Mont-d'Astarac              | 32280      | 32140       | Mirande        | Astarac-Gimone        | CC du Val de Gers              | 8,05             | 91 (2022)                         | 11                 | modifier les données · modifier les données |
| Mont-de-Marrast             | 32281      | 32170       | Mirande        | Mirande-Astarac       | CC Astarac Arros en Gascogne   | 7,00             | 106 (2022)                        | 15                 | modifier les données · modifier les données |
| Montadet                    | 32276      | 32220       | Auch           | Val de Save           | CC du Savès                    | 5,11             | 66 (2022)                         | 13                 | modifier les données · modifier les données |
| Montamat                    | 32277      | 32220       | Auch           | Val de Save           | CC du Savès                    | 6,60             | 109 (2022)                        | 17                 | modifier les données · modifier les données |
| Montaut                     | 32278      | 32300       | Mirande        | Mirande-Astarac       | CC Astarac Arros en Gascogne   | 8,48             | 123 (2022)                        | 15                 | modifier les données · modifier les données |
| Montaut-les-Créneaux        | 32279      | 32810       | Auch           | Gascogne-Auscitaine   | CA Grand Auch Cœur de Gascogne | 26,23            | 714 (2022)                        | 27                 | modifier les données · modifier les données |
| Montégut                    | 32282      | 32550       | Auch           | Auch-2                | CA Grand Auch Cœur de Gascogne | 11,42            | 588 (2022)                        | 51                 | modifier les données · modifier les données |
| Montégut-Arros              | 32283      | 32730       | Mirande        | Mirande-Astarac       | CC Astarac Arros en Gascogne   | 15,29            | 279 (2022)                        | 18                 | modifier les données · modifier les données |
| Montégut-Savès              | 32284      | 32220       | Auch           | Val de Save           | CC du Savès                    | 3,69             | 69 (2022)                         | 19                 | modifier les données · modifier les données |
| Montesquiou                 | 32285      | 32320       | Mirande        | Pardiac-Rivière-Basse | CC Cœur d'Astarac en Gascogne  | 46,80            | 569 (2022)                        | 12                 | modifier les données · modifier les données |
| Montestruc-sur-Gers         | 32286      | 32390       | Condom         | Fleurance-Lomagne     | CC de la Lomagne gersoise      | 16,31            | 700 (2022)                        | 43                 | modifier les données · modifier les données |
| Monties                     | 32287      | 32420       | Mirande        | Astarac-Gimone        | CC du Val de Gers              | 10,55            | 82 (2022)                         | 7,8                | modifier les données · modifier les données |
| Montiron                    | 32288      | 32200       | Auch           | Auch-2                | CC des Coteaux Arrats Gimone   | 10,54            | 138 (2022)                        | 13                 | modifier les données · modifier les données |
| Montpezat                   | 32289      | 32220       | Auch           | Val de Save           | CC du Savès                    | 15,64            | 242 (2022)                        | 15                 | modifier les données · modifier les données |
| Montréal                    | 32290      | 32250       | Condom         | Armagnac-Ténarèze     | CC de la Ténarèze              | 63,05            | 1 176 (2022)                      | 19                 | modifier les données · modifier les données |
| Mormès                      | 32291      | 32240       | Condom         | Grand-Bas-Armagnac    | CC du Bas-Armagnac             | 9,05             | 108 (2022)                        | 12                 | modifier les données · modifier les données |
| Mouchan                     | 32292      | 32330       | Condom         | Armagnac-Ténarèze     | CC de la Ténarèze              | 13,11            | 385 (2022)                        | 29                 | modifier les données · modifier les données |
| Mouchès                     | 32293      | 32300       | Mirande        | Pardiac-Rivière-Basse | CC Cœur d'Astarac en Gascogne  | 3,07             | 79 (2022)                         | 26                 | modifier les données · modifier les données |
| Mourède                     | 32294      | 32190       | Auch           | Fezensac              | CC d'Artagnan en Fézensac      | 4,88             | 70 (2022)                         | 14                 | modifier les données · modifier les données |
| Nizas                       | 32295      | 32130       | Auch           | Val de Save           | CC du Savès                    | 4,16             | 137 (2022)                        | 33                 | modifier les données · modifier les données |
| Nogaro                      | 32296      | 32110       | Condom         | Grand-Bas-Armagnac    | CC du Bas-Armagnac             | 11,06            | 2 226 (2022)                      | 201                | modifier les données · modifier les données |
| Noilhan                     | 32297      | 32130       | Auch           | Val de Save           | CC du Savès                    | 18,03            | 391 (2022)                        | 22                 | modifier les données · modifier les données |
| Nougaroulet                 | 32298      | 32270       | Auch           | Auch-2                | CA Grand Auch Cœur de Gascogne | 15,79            | 385 (2022)                        | 24                 | modifier les données · modifier les données |
| Noulens                     | 32299      | 32800       | Condom         | Fezensac              | CC du Grand Armagnac           | 5,74             | 102 (2022)                        | 18                 | modifier les données · modifier les données |
| Orbessan                    | 32300      | 32260       | Mirande        | Auch-3                | CC du Val de Gers              | 8,24             | 270 (2022)                        | 33                 | modifier les données · modifier les données |
| Ordan-Larroque              | 32301      | 32350       | Auch           | Gascogne-Auscitaine   | CA Grand Auch Cœur de Gascogne | 42,64            | 868 (2022)                        | 20                 | modifier les données · modifier les données |
| Ornézan                     | 32302      | 32260       | Mirande        | Auch-3                | CC du Val de Gers              | 12,13            | 206 (2022)                        | 17                 | modifier les données · modifier les données |
| Pallanne                    | 32303      | 32230       | Mirande        | Pardiac-Rivière-Basse | CC Bastides et Vallons du Gers | 5,18             | 62 (2022)                         | 12                 | modifier les données · modifier les données |
| Panassac                    | 32304      | 32140       | Mirande        | Astarac-Gimone        | CC du Val de Gers              | 9,17             | 285 (2022)                        | 31                 | modifier les données · modifier les données |
| Panjas                      | 32305      | 32110       | Condom         | Grand-Bas-Armagnac    | CC du Grand Armagnac           | 20,01            | 429 (2022)                        | 21                 | modifier les données · modifier les données |
| Pauilhac                    | 32306      | 32500       | Condom         | Fleurance-Lomagne     | CC de la Lomagne gersoise      | 25,27            | 601 (2022)                        | 24                 | modifier les données · modifier les données |
| Pavie                       | 32307      | 32550       | Auch           | Auch-1                | CA Grand Auch Cœur de Gascogne | 24,67            | 2 540 (2022)                      | 103                | modifier les données · modifier les données |
| Pébées                      | 32308      | 32130       | Auch           | Val de Save           | CC du Savès                    | 4,05             | 100 (2022)                        | 25                 | modifier les données · modifier les données |
| Pellefigue                  | 32309      | 32420       | Auch           | Val de Save           | CC du Savès                    | 12,81            | 107 (2022)                        | 8,4                | modifier les données · modifier les données |
| Perchède                    | 32310      | 32460       | Condom         | Grand-Bas-Armagnac    | CC du Bas-Armagnac             | 5,25             | 105 (2022)                        | 20                 | modifier les données · modifier les données |
| Pergain-Taillac             | 32311      | 32700       | Condom         | Lectoure-Lomagne      | CC de la Lomagne gersoise      | 19,38            | 335 (2022)                        | 17                 | modifier les données · modifier les données |
| Pessan                      | 32312      | 32550       | Auch           | Auch-3                | CA Grand Auch Cœur de Gascogne | 26,87            | 659 (2022)                        | 25                 | modifier les données · modifier les données |
| Pessoulens                  | 32313      | 32380       | Condom         | Fleurance-Lomagne     | CC Bastides de Lomagne         | 12,63            | 138 (2022)                        | 11                 | modifier les données · modifier les données |
| Peyrecave                   | 32314      | 32340       | Condom         | Lectoure-Lomagne      | CC de la Lomagne gersoise      | 5,07             | 70 (2022)                         | 14                 | modifier les données · modifier les données |
| Peyrusse-Grande             | 32315      | 32320       | Auch           | Fezensac              | CC d'Artagnan en Fézensac      | 25,50            | 149 (2022)                        | 5,8                | modifier les données · modifier les données |
| Peyrusse-Massas             | 32316      | 32360       | Auch           | Gascogne-Auscitaine   | CA Grand Auch Cœur de Gascogne | 6,49             | 114 (2022)                        | 18                 | modifier les données · modifier les données |
| Peyrusse-Vieille            | 32317      | 32230       | Auch           | Fezensac              | CC d'Artagnan en Fézensac      | 11,05            | 64 (2022)                         | 5,8                | modifier les données · modifier les données |
| Pis                         | 32318      | 32500       | Condom         | Fleurance-Lomagne     | CC de la Lomagne gersoise      | 5,36             | 95 (2022)                         | 18                 | modifier les données · modifier les données |
| Plaisance                   | 32319      | 32160       | Mirande        | Pardiac-Rivière-Basse | CC Bastides et Vallons du Gers | 13,71            | 1 426 (2022)                      | 104                | modifier les données · modifier les données |
| Plieux                      | 32320      | 32340       | Condom         | Lectoure-Lomagne      | CC de la Lomagne gersoise      | 12,27            | 159 (2022)                        | 13                 | modifier les données · modifier les données |
| Polastron                   | 32321      | 32130       | Auch           | Val de Save           | CC du Savès                    | 15,21            | 269 (2022)                        | 18                 | modifier les données · modifier les données |
| Pompiac                     | 32322      | 32130       | Auch           | Val de Save           | CC du Savès                    | 10,12            | 207 (2022)                        | 20                 | modifier les données · modifier les données |
| Ponsampère                  | 32323      | 32300       | Mirande        | Mirande-Astarac       | CC Astarac Arros en Gascogne   | 8,90             | 97 (2022)                         | 11                 | modifier les données · modifier les données |
| Ponsan-Soubiran             | 32324      | 32300       | Mirande        | Astarac-Gimone        | CC du Val de Gers              | 6,87             | 73 (2022)                         | 11                 | modifier les données · modifier les données |
| Pouy-Loubrin                | 32327      | 32260       | Mirande        | Astarac-Gimone        | CC du Val de Gers              | 9,64             | 84 (2022)                         | 8,7                | modifier les données · modifier les données |
| Pouy-Roquelaure             | 32328      | 32480       | Condom         | Lectoure-Lomagne      | CC de la Lomagne gersoise      | 11,04            | 115 (2022)                        | 10                 | modifier les données · modifier les données |
| Pouydraguin                 | 32325      | 32290       | Mirande        | Adour-Gersoise        | CC Armagnac Adour              | 9,71             | 123 (2022)                        | 13                 | modifier les données · modifier les données |
| Pouylebon                   | 32326      | 32320       | Mirande        | Pardiac-Rivière-Basse | CC Cœur d'Astarac en Gascogne  | 14,38            | 147 (2022)                        | 10                 | modifier les données · modifier les données |
| Préchac                     | 32329      | 32390       | Condom         | Fleurance-Lomagne     | CC de la Lomagne gersoise      | 12,79            | 156 (2022)                        | 12                 | modifier les données · modifier les données |
| Préchac-sur-Adour           | 32330      | 32160       | Mirande        | Pardiac-Rivière-Basse | CC Bastides et Vallons du Gers | 4,37             | 195 (2022)                        | 45                 | modifier les données · modifier les données |
| Preignan                    | 32331      | 32810       | Auch           | Gascogne-Auscitaine   | CA Grand Auch Cœur de Gascogne | 10,67            | 1 217 (2022)                      | 114                | modifier les données · modifier les données |
| Préneron                    | 32332      | 32190       | Auch           | Fezensac              | CC d'Artagnan en Fézensac      | 8,63             | 119 (2022)                        | 14                 | modifier les données · modifier les données |
| Projan                      | 32333      | 32400       | Mirande        | Adour-Gersoise        | CC d'Aire-sur-l'Adour          | 11,78            | 182 (2022)                        | 15                 | modifier les données · modifier les données |
| Pujaudran                   | 32334      | 32600       | Auch           | L'Isle-Jourdain       | CC de la Gascogne Toulousaine  | 17,41            | 1 708 (2022)                      | 98                 | modifier les données · modifier les données |
| Puycasquier                 | 32335      | 32120       | Auch           | Gascogne-Auscitaine   | CA Grand Auch Cœur de Gascogne | 20,14            | 428 (2022)                        | 21                 | modifier les données · modifier les données |
| Puylausic                   | 32336      | 32220       | Auch           | Val de Save           | CC du Savès                    | 9,84             | 159 (2022)                        | 16                 | modifier les données · modifier les données |
| Puységur                    | 32337      | 32390       | Condom         | Fleurance-Lomagne     | CC de la Lomagne gersoise      | 7,26             | 73 (2022)                         | 10                 | modifier les données · modifier les données |
| Ramouzens                   | 32338      | 32800       | Condom         | Fezensac              | CC du Grand Armagnac           | 16,67            | 185 (2022)                        | 11                 | modifier les données · modifier les données |
| Razengues                   | 32339      | 32600       | Auch           | Gimone-Arrats         | CC de la Gascogne Toulousaine  | 4,35             | 250 (2022)                        | 57                 | modifier les données · modifier les données |
| Réans                       | 32340      | 32800       | Condom         | Grand-Bas-Armagnac    | CC du Grand Armagnac           | 12,31            | 290 (2022)                        | 24                 | modifier les données · modifier les données |
| Réjaumont                   | 32341      | 32390       | Condom         | Fleurance-Lomagne     | CC de la Lomagne gersoise      | 13,60            | 247 (2022)                        | 18                 | modifier les données · modifier les données |
| Ricourt                     | 32342      | 32230       | Mirande        | Pardiac-Rivière-Basse | CC Bastides et Vallons du Gers | 7,87             | 47 (2022)                         | 6,0                | modifier les données · modifier les données |
| Riguepeu                    | 32343      | 32320       | Auch           | Fezensac              | CC d'Artagnan en Fézensac      | 21,52            | 164 (2022)                        | 7,6                | modifier les données · modifier les données |
| Riscle                      | 32344      | 32400       | Mirande        | Adour-Gersoise        | CC Armagnac Adour              | 36,55            | 1 643 (2022)                      | 45                 | modifier les données · modifier les données |
| La Romieu                   | 32345      | 32480       | Condom         | Lectoure-Lomagne      | CC de la Lomagne gersoise      | 27,48            | 547 (2022)                        | 20                 | modifier les données · modifier les données |
| Roquebrune                  | 32346      | 32190       | Auch           | Fezensac              | CC d'Artagnan en Fézensac      | 18,41            | 208 (2022)                        | 11                 | modifier les données · modifier les données |
| Roquefort                   | 32347      | 32390       | Auch           | Gascogne-Auscitaine   | CA Grand Auch Cœur de Gascogne | 7,21             | 277 (2022)                        | 38                 | modifier les données · modifier les données |
| Roquelaure                  | 32348      | 32810       | Auch           | Gascogne-Auscitaine   | CA Grand Auch Cœur de Gascogne | 21,23            | 577 (2022)                        | 27                 | modifier les données · modifier les données |
| Roquelaure-Saint-Aubin      | 32349      | 32430       | Condom         | Gimone-Arrats         | CC Bastides de Lomagne         | 4,21             | 95 (2022)                         | 23                 | modifier les données · modifier les données |
| Roquepine                   | 32350      | 32100       | Condom         | Baïse-Armagnac        | CC de la Ténarèze              | 3,77             | 36 (2022)                         | 9,5                | modifier les données · modifier les données |
| Roques                      | 32351      | 32310       | Auch           | Fezensac              | CC d'Artagnan en Fézensac      | 8,48             | 105 (2022)                        | 12                 | modifier les données · modifier les données |
| Rozès                       | 32352      | 32190       | Auch           | Fezensac              | CC d'Artagnan en Fézensac      | 10,74            | 113 (2022)                        | 11                 | modifier les données · modifier les données |
| Sabaillan                   | 32353      | 32420       | Auch           | Val de Save           | CC du Savès                    | 11,21            | 154 (2022)                        | 14                 | modifier les données · modifier les données |
| Sabazan                     | 32354      | 32290       | Mirande        | Adour-Gersoise        | CC Armagnac Adour              | 8,26             | 127 (2022)                        | 15                 | modifier les données · modifier les données |
| Sadeillan                   | 32355      | 32170       | Mirande        | Mirande-Astarac       | CC Astarac Arros en Gascogne   | 5,92             | 83 (2022)                         | 14                 | modifier les données · modifier les données |
| Saint-André                 | 32356      | 32200       | Auch           | Val de Save           | CC du Savès                    | 5,58             | 126 (2022)                        | 23                 | modifier les données · modifier les données |
| Saint-Antoine               | 32358      | 32340       | Condom         | Lectoure-Lomagne      | CC des Deux Rives              | 9,80             | 192 (2022)                        | 20                 | modifier les données · modifier les données |
| Saint-Antonin               | 32359      | 32120       | Condom         | Gimone-Arrats         | CC Bastides de Lomagne         | 11,19            | 155 (2022)                        | 14                 | modifier les données · modifier les données |
| Saint-Arailles              | 32360      | 32350       | Auch           | Fezensac              | CC d'Artagnan en Fézensac      | 13,20            | 137 (2022)                        | 10                 | modifier les données · modifier les données |
| Saint-Arroman               | 32361      | 32300       | Mirande        | Astarac-Gimone        | CC du Val de Gers              | 11,97            | 126 (2022)                        | 11                 | modifier les données · modifier les données |
| Saint-Aunix-Lengros         | 32362      | 32160       | Mirande        | Pardiac-Rivière-Basse | CC Bastides et Vallons du Gers | 5,36             | 148 (2022)                        | 28                 | modifier les données · modifier les données |
| Saint-Avit-Frandat          | 32364      | 32700       | Condom         | Lectoure-Lomagne      | CC de la Lomagne gersoise      | 7,55             | 97 (2022)                         | 13                 | modifier les données · modifier les données |
| Saint-Brès                  | 32366      | 32120       | Condom         | Gimone-Arrats         | CC Bastides de Lomagne         | 5,89             | 71 (2022)                         | 12                 | modifier les données · modifier les données |
| Saint-Caprais               | 32467      | 32200       | Auch           | Auch-2                | CC des Coteaux Arrats Gimone   | 7,89             | 146 (2022)                        | 19                 | modifier les données · modifier les données |
| Saint-Christaud             | 32367      | 32320       | Mirande        | Pardiac-Rivière-Basse | CC Cœur d'Astarac en Gascogne  | 11,00            | 63 (2022)                         | 5,7                | modifier les données · modifier les données |
| Saint-Clar                  | 32370      | 32380       | Condom         | Fleurance-Lomagne     | CC Bastides de Lomagne         | 17,91            | 1 052 (2022)                      | 59                 | modifier les données · modifier les données |
| Saint-Créac                 | 32371      | 32380       | Condom         | Fleurance-Lomagne     | CC Bastides de Lomagne         | 8,37             | 87 (2022)                         | 10                 | modifier les données · modifier les données |
| Saint-Cricq                 | 32372      | 32430       | Condom         | Gimone-Arrats         | CC Bastides de Lomagne         | 3,01             | 290 (2022)                        | 96                 | modifier les données · modifier les données |
| Saint-Élix-d'Astarac        | 32374      | 32450       | Auch           | Val de Save           | CC des Coteaux Arrats Gimone   | 8,17             | 184 (2022)                        | 23                 | modifier les données · modifier les données |
| Saint-Élix-Theux            | 32375      | 32300       | Mirande        | Mirande-Astarac       | CC Astarac Arros en Gascogne   | 8,37             | 87 (2022)                         | 10                 | modifier les données · modifier les données |
| Saint-Georges               | 32377      | 32430       | Condom         | Gimone-Arrats         | CC Bastides de Lomagne         | 15,82            | 195 (2022)                        | 12                 | modifier les données · modifier les données |
| Saint-Germé                 | 32378      | 32400       | Mirande        | Adour-Gersoise        | CC Armagnac Adour              | 9,55             | 509 (2022)                        | 53                 | modifier les données · modifier les données |
| Saint-Germier               | 32379      | 32200       | Condom         | Gimone-Arrats         | CC Bastides de Lomagne         | 7,05             | 216 (2022)                        | 31                 | modifier les données · modifier les données |
| Saint-Griède                | 32380      | 32110       | Condom         | Grand-Bas-Armagnac    | CC du Bas-Armagnac             | 7,52             | 141 (2022)                        | 19                 | modifier les données · modifier les données |
| Saint-Jean-le-Comtal        | 32381      | 32550       | Mirande        | Auch-1                | CC du Val de Gers              | 17,15            | 386 (2022)                        | 23                 | modifier les données · modifier les données |
| Saint-Jean-Poutge           | 32382      | 32190       | Auch           | Fezensac              | CA Grand Auch Cœur de Gascogne | 10,80            | 310 (2022)                        | 29                 | modifier les données · modifier les données |
| Saint-Justin                | 32383      | 32230       | Mirande        | Pardiac-Rivière-Basse | CC Bastides et Vallons du Gers | 13,18            | 132 (2022)                        | 10                 | modifier les données · modifier les données |
| Saint-Lary                  | 32384      | 32360       | Auch           | Gascogne-Auscitaine   | CA Grand Auch Cœur de Gascogne | 9,67             | 274 (2022)                        | 28                 | modifier les données · modifier les données |
| Saint-Léonard               | 32385      | 32380       | Condom         | Fleurance-Lomagne     | CC Bastides de Lomagne         | 13,11            | 185 (2022)                        | 14                 | modifier les données · modifier les données |
| Saint-Lizier-du-Planté      | 32386      | 32220       | Auch           | Val de Save           | CC du Savès                    | 10,49            | 148 (2022)                        | 14                 | modifier les données · modifier les données |
| Saint-Loube                 | 32387      | 32220       | Auch           | Val de Save           | CC du Savès                    | 6,09             | 99 (2022)                         | 16                 | modifier les données · modifier les données |
| Saint-Martin                | 32389      | 32300       | Mirande        | Mirande-Astarac       | CC Astarac Arros en Gascogne   | 9,07             | 442 (2022)                        | 49                 | modifier les données · modifier les données |
| Saint-Martin-d'Armagnac     | 32390      | 32110       | Condom         | Grand-Bas-Armagnac    | CC du Bas-Armagnac             | 10,80            | 231 (2022)                        | 21                 | modifier les données · modifier les données |
| Saint-Martin-de-Goyne       | 32391      | 32480       | Condom         | Lectoure-Lomagne      | CC de la Lomagne gersoise      | 5,60             | 126 (2022)                        | 23                 | modifier les données · modifier les données |
| Saint-Martin-Gimois         | 32392      | 32450       | Auch           | Astarac-Gimone        | CC des Coteaux Arrats Gimone   | 6,68             | 84 (2022)                         | 13                 | modifier les données · modifier les données |
| Saint-Maur                  | 32393      | 32300       | Mirande        | Mirande-Astarac       | CC Cœur d'Astarac en Gascogne  | 13,84            | 136 (2022)                        | 9,8                | modifier les données · modifier les données |
| Saint-Médard                | 32394      | 32300       | Mirande        | Mirande-Astarac       | CC Astarac Arros en Gascogne   | 17,07            | 345 (2022)                        | 20                 | modifier les données · modifier les données |
| Saint-Mézard                | 32396      | 32700       | Condom         | Lectoure-Lomagne      | CC de la Lomagne gersoise      | 15,11            | 247 (2022)                        | 16                 | modifier les données · modifier les données |
| Saint-Michel                | 32397      | 32300       | Mirande        | Mirande-Astarac       | CC Astarac Arros en Gascogne   | 16,56            | 246 (2022)                        | 15                 | modifier les données · modifier les données |
| Saint-Mont                  | 32398      | 32400       | Mirande        | Adour-Gersoise        | CC Armagnac Adour              | 12,59            | 313 (2022)                        | 25                 | modifier les données · modifier les données |
| Saint-Orens                 | 32399      | 32120       | Condom         | Gimone-Arrats         | CC Bastides de Lomagne         | 4,34             | 80 (2022)                         | 18                 | modifier les données · modifier les données |
| Saint-Orens-Pouy-Petit      | 32400      | 32100       | Condom         | Baïse-Armagnac        | CC de la Ténarèze              | 11,31            | 178 (2022)                        | 16                 | modifier les données · modifier les données |
| Saint-Ost                   | 32401      | 32300       | Mirande        | Mirande-Astarac       | CC Astarac Arros en Gascogne   | 6,84             | 91 (2022)                         | 13                 | modifier les données · modifier les données |
| Saint-Paul-de-Baïse         | 32402      | 32190       | Auch           | Fezensac              | CC d'Artagnan en Fézensac      | 10,10            | 108 (2022)                        | 11                 | modifier les données · modifier les données |
| Saint-Pierre-d'Aubézies     | 32403      | 32290       | Auch           | Fezensac              | CC d'Artagnan en Fézensac      | 8,42             | 59 (2022)                         | 7,0                | modifier les données · modifier les données |
| Saint-Puy                   | 32404      | 32310       | Condom         | Baïse-Armagnac        | CC de la Ténarèze              | 36,88            | 587 (2022)                        | 16                 | modifier les données · modifier les données |
| Saint-Sauvy                 | 32406      | 32270       | Auch           | Gimone-Arrats         | CC des Coteaux Arrats Gimone   | 17,58            | 353 (2022)                        | 20                 | modifier les données · modifier les données |
| Saint-Soulan                | 32407      | 32220       | Auch           | Val de Save           | CC du Savès                    | 12,31            | 155 (2022)                        | 13                 | modifier les données · modifier les données |
| Sainte-Anne                 | 32357      | 32430       | Condom         | Gimone-Arrats         | CC Bastides de Lomagne         | 6,74             | 125 (2022)                        | 19                 | modifier les données · modifier les données |
| Sainte-Aurence-Cazaux       | 32363      | 32300       | Mirande        | Mirande-Astarac       | CC Astarac Arros en Gascogne   | 9,54             | 90 (2022)                         | 9,4                | modifier les données · modifier les données |
| Sainte-Christie             | 32368      | 32390       | Auch           | Gascogne-Auscitaine   | CA Grand Auch Cœur de Gascogne | 9,91             | 542 (2022)                        | 55                 | modifier les données · modifier les données |
| Sainte-Christie-d'Armagnac  | 32369      | 32370       | Condom         | Grand-Bas-Armagnac    | CC du Bas-Armagnac             | 22,50            | 379 (2022)                        | 17                 | modifier les données · modifier les données |
| Sainte-Dode                 | 32373      | 32170       | Mirande        | Mirande-Astarac       | CC Astarac Arros en Gascogne   | 18,84            | 227 (2022)                        | 12                 | modifier les données · modifier les données |
| Sainte-Gemme                | 32376      | 32120       | Condom         | Gimone-Arrats         | CC Bastides de Lomagne         | 10,22            | 118 (2022)                        | 12                 | modifier les données · modifier les données |
| Sainte-Marie                | 32388      | 32200       | Auch           | Gimone-Arrats         | CC des Coteaux Arrats Gimone   | 22,45            | 391 (2022)                        | 17                 | modifier les données · modifier les données |
| Sainte-Mère                 | 32395      | 32700       | Condom         | Lectoure-Lomagne      | CC de la Lomagne gersoise      | 9,43             | 204 (2022)                        | 22                 | modifier les données · modifier les données |
| Sainte-Radegonde            | 32405      | 32500       | Condom         | Fleurance-Lomagne     | CC de la Lomagne gersoise      | 9,82             | 175 (2022)                        | 18                 | modifier les données · modifier les données |
| Salles-d'Armagnac           | 32408      | 32370       | Condom         | Grand-Bas-Armagnac    | CC du Bas-Armagnac             | 6,08             | 123 (2022)                        | 20                 | modifier les données · modifier les données |
| Samaran                     | 32409      | 32140       | Mirande        | Astarac-Gimone        | CC du Val de Gers              | 8,61             | 76 (2022)                         | 8,8                | modifier les données · modifier les données |
| Samatan                     | 32410      | 32130       | Auch           | Val de Save           | CC du Savès                    | 33,53            | 2 478 (2022)                      | 74                 | modifier les données · modifier les données |
| Sansan                      | 32411      | 32260       | Mirande        | Auch-3                | CC du Val de Gers              | 3,70             | 100 (2022)                        | 27                 | modifier les données · modifier les données |
| Saramon                     | 32412      | 32450       | Auch           | Astarac-Gimone        | CC des Coteaux Arrats Gimone   | 13,03            | 863 (2022)                        | 66                 | modifier les données · modifier les données |
| Sarragachies                | 32414      | 32400       | Mirande        | Adour-Gersoise        | CC Armagnac Adour              | 12,83            | 220 (2022)                        | 17                 | modifier les données · modifier les données |
| Sarraguzan                  | 32415      | 32170       | Mirande        | Mirande-Astarac       | CC Astarac Arros en Gascogne   | 8,64             | 87 (2022)                         | 10                 | modifier les données · modifier les données |
| Sarrant                     | 32416      | 32120       | Condom         | Gimone-Arrats         | CC Bastides de Lomagne         | 19,81            | 361 (2022)                        | 18                 | modifier les données · modifier les données |
| La Sauvetat                 | 32417      | 32500       | Condom         | Fleurance-Lomagne     | CC de la Lomagne gersoise      | 27,71            | 418 (2022)                        | 15                 | modifier les données · modifier les données |
| Sauveterre                  | 32418      | 32220       | Auch           | Val de Save           | CC du Savès                    | 16,45            | 281 (2022)                        | 17                 | modifier les données · modifier les données |
| Sauviac                     | 32419      | 32300       | Mirande        | Mirande-Astarac       | CC Astarac Arros en Gascogne   | 6,48             | 105 (2022)                        | 16                 | modifier les données · modifier les données |
| Sauvimont                   | 32420      | 32220       | Auch           | Val de Save           | CC du Savès                    | 3,44             | 66 (2022)                         | 19                 | modifier les données · modifier les données |
| Savignac-Mona               | 32421      | 32130       | Auch           | Val de Save           | CC du Savès                    | 6,87             | 145 (2022)                        | 21                 | modifier les données · modifier les données |
| Scieurac-et-Flourès         | 32422      | 32230       | Mirande        | Pardiac-Rivière-Basse | CC Bastides et Vallons du Gers | 5,38             | 42 (2022)                         | 7,8                | modifier les données · modifier les données |
| Séailles                    | 32423      | 32190       | Condom         | Fezensac              | CC du Grand Armagnac           | 8,11             | 68 (2022)                         | 8,4                | modifier les données · modifier les données |
| Ségos                       | 32424      | 32400       | Mirande        | Adour-Gersoise        | CC d'Aire-sur-l'Adour          | 8,67             | 248 (2022)                        | 29                 | modifier les données · modifier les données |
| Ségoufielle                 | 32425      | 32600       | Auch           | L'Isle-Jourdain       | CC de la Gascogne Toulousaine  | 5,24             | 1 174 (2022)                      | 224                | modifier les données · modifier les données |
| Seissan                     | 32426      | 32260       | Mirande        | Astarac-Gimone        | CC du Val de Gers              | 18,56            | 1 098 (2022)                      | 59                 | modifier les données · modifier les données |
| Sembouès                    | 32427      | 32230       | Mirande        | Pardiac-Rivière-Basse | CC Bastides et Vallons du Gers | 2,65             | 58 (2022)                         | 22                 | modifier les données · modifier les données |
| Sémézies-Cachan             | 32428      | 32450       | Auch           | Astarac-Gimone        | CC des Coteaux Arrats Gimone   | 6,95             | 54 (2022)                         | 7,8                | modifier les données · modifier les données |
| Sempesserre                 | 32429      | 32700       | Condom         | Lectoure-Lomagne      | CC de la Lomagne gersoise      | 20,99            | 313 (2022)                        | 15                 | modifier les données · modifier les données |
| Sère                        | 32430      | 32140       | Mirande        | Astarac-Gimone        | CC du Val de Gers              | 8,64             | 77 (2022)                         | 8,9                | modifier les données · modifier les données |
| Sérempuy                    | 32431      | 32120       | Condom         | Gimone-Arrats         | CC Bastides de Lomagne         | 3,27             | 42 (2022)                         | 13                 | modifier les données · modifier les données |
| Seysses-Savès               | 32432      | 32130       | Auch           | Val de Save           | CC du Savès                    | 13,26            | 245 (2022)                        | 18                 | modifier les données · modifier les données |
| Simorre                     | 32433      | 32420       | Auch           | Val de Save           | CC des Coteaux Arrats Gimone   | 35,85            | 695 (2022)                        | 19                 | modifier les données · modifier les données |
| Sion                        | 32434      | 32110       | Condom         | Grand-Bas-Armagnac    | CC du Bas-Armagnac             | 7,05             | 96 (2022)                         | 14                 | modifier les données · modifier les données |
| Sirac                       | 32435      | 32430       | Condom         | Gimone-Arrats         | CC Bastides de Lomagne         | 8,00             | 162 (2022)                        | 20                 | modifier les données · modifier les données |
| Solomiac                    | 32436      | 32120       | Condom         | Gimone-Arrats         | CC Bastides de Lomagne         | 13,80            | 499 (2022)                        | 36                 | modifier les données · modifier les données |
| Sorbets                     | 32437      | 32110       | Condom         | Grand-Bas-Armagnac    | CC du Bas-Armagnac             | 9,21             | 201 (2022)                        | 22                 | modifier les données · modifier les données |
| Tachoires                   | 32438      | 32260       | Mirande        | Astarac-Gimone        | CC du Val de Gers              | 9,61             | 112 (2022)                        | 12                 | modifier les données · modifier les données |
| Tarsac                      | 32439      | 32400       | Mirande        | Adour-Gersoise        | CC Armagnac Adour              | 4,51             | 158 (2022)                        | 35                 | modifier les données · modifier les données |
| Tasque                      | 32440      | 32160       | Mirande        | Pardiac-Rivière-Basse | CC Bastides et Vallons du Gers | 10,02            | 245 (2022)                        | 24                 | modifier les données · modifier les données |
| Taybosc                     | 32441      | 32120       | Condom         | Fleurance-Lomagne     | CC de la Lomagne gersoise      | 5,87             | 66 (2022)                         | 11                 | modifier les données · modifier les données |
| Termes-d'Armagnac           | 32443      | 32400       | Mirande        | Adour-Gersoise        | CC Armagnac Adour              | 10,05            | 199 (2022)                        | 20                 | modifier les données · modifier les données |
| Terraube                    | 32442      | 32700       | Condom         | Lectoure-Lomagne      | CC de la Lomagne gersoise      | 25,14            | 361 (2022)                        | 14                 | modifier les données · modifier les données |
| Thoux                       | 32444      | 32430       | Condom         | Gimone-Arrats         | CC Bastides de Lomagne         | 6,12             | 261 (2022)                        | 43                 | modifier les données · modifier les données |
| Tieste-Uragnoux             | 32445      | 32160       | Mirande        | Pardiac-Rivière-Basse | CC Bastides et Vallons du Gers | 6,10             | 149 (2022)                        | 24                 | modifier les données · modifier les données |
| Tillac                      | 32446      | 32170       | Mirande        | Pardiac-Rivière-Basse | CC Bastides et Vallons du Gers | 12,47            | 278 (2022)                        | 22                 | modifier les données · modifier les données |
| Tirent-Pontéjac             | 32447      | 32450       | Auch           | Astarac-Gimone        | CC des Coteaux Arrats Gimone   | 7,55             | 81 (2022)                         | 11                 | modifier les données · modifier les données |
| Touget                      | 32448      | 32430       | Condom         | Gimone-Arrats         | CC Bastides de Lomagne         | 17,72            | 501 (2022)                        | 28                 | modifier les données · modifier les données |
| Toujouse                    | 32449      | 32240       | Condom         | Grand-Bas-Armagnac    | CC du Bas-Armagnac             | 14,50            | 306 (2022)                        | 21                 | modifier les données · modifier les données |
| Tourdun                     | 32450      | 32230       | Mirande        | Pardiac-Rivière-Basse | CC Bastides et Vallons du Gers | 6,95             | 126 (2022)                        | 18                 | modifier les données · modifier les données |
| Tournan                     | 32451      | 32420       | Auch           | Val de Save           | CC du Savès                    | 12,56            | 178 (2022)                        | 14                 | modifier les données · modifier les données |
| Tournecoupe                 | 32452      | 32380       | Condom         | Fleurance-Lomagne     | CC Bastides de Lomagne         | 18,95            | 262 (2022)                        | 14                 | modifier les données · modifier les données |
| Tourrenquets                | 32453      | 32390       | Auch           | Gascogne-Auscitaine   | CA Grand Auch Cœur de Gascogne | 7,12             | 103 (2022)                        | 14                 | modifier les données · modifier les données |
| Traversères                 | 32454      | 32450       | Mirande        | Astarac-Gimone        | CC du Val de Gers              | 10,46            | 71 (2022)                         | 6,8                | modifier les données · modifier les données |
| Troncens                    | 32455      | 32230       | Mirande        | Pardiac-Rivière-Basse | CC Bastides et Vallons du Gers | 12,97            | 162 (2022)                        | 12                 | modifier les données · modifier les données |
| Tudelle                     | 32456      | 32190       | Auch           | Fezensac              | CC d'Artagnan en Fézensac      | 5,16             | 56 (2022)                         | 11                 | modifier les données · modifier les données |
| Urdens                      | 32457      | 32500       | Condom         | Fleurance-Lomagne     | CC de la Lomagne gersoise      | 7,77             | 267 (2022)                        | 34                 | modifier les données · modifier les données |
| Urgosse                     | 32458      | 32110       | Condom         | Grand-Bas-Armagnac    | CC du Bas-Armagnac             | 6,70             | 239 (2022)                        | 36                 | modifier les données · modifier les données |
| Valence-sur-Baïse           | 32459      | 32310       | Condom         | Baïse-Armagnac        | CC de la Ténarèze              | 27,60            | 1 137 (2022)                      | 41                 | modifier les données · modifier les données |
| Vergoignan                  | 32460      | 32720       | Mirande        | Adour-Gersoise        | CC d'Aire-sur-l'Adour          | 10,44            | 316 (2022)                        | 30                 | modifier les données · modifier les données |
| Verlus                      | 32461      | 32400       | Mirande        | Adour-Gersoise        | CC Armagnac Adour              | 6,19             | 122 (2022)                        | 20                 | modifier les données · modifier les données |
| Vic-Fezensac                | 32462      | 32190       | Auch           | Fezensac              | CC d'Artagnan en Fézensac      | 53,94            | 3 578 (2022)                      | 66                 | modifier les données · modifier les données |
| Viella                      | 32463      | 32400       | Mirande        | Adour-Gersoise        | CC Armagnac Adour              | 22,02            | 523 (2022)                        | 24                 | modifier les données · modifier les données |
| Villecomtal-sur-Arros       | 32464      | 32730       | Mirande        | Mirande-Astarac       | CC Astarac Arros en Gascogne   | 11,17            | 833 (2022)                        | 75                 | modifier les données · modifier les données |
| Villefranche-d'Astarac      | 32465      | 32420       | Auch           | Val de Save           | CC des Coteaux Arrats Gimone   | 12,62            | 168 (2022)                        | 13                 | modifier les données · modifier les données |
| Viozan                      | 32466      | 32300       | Mirande        | Mirande-Astarac       | CC Astarac Arros en Gascogne   | 6,76             | 94 (2022)                         | 14                 | modifier les données · modifier les données |
| Gers                        | 32         |             |                |                       |                                | 6 257,00         | 192 649 (2022)                    | 31                 | modifier les données                        |